# Nicolás Bremec
Nicolás Suárez Bremec (Barcellona, 17 dicembre 1977) è un allenatore di calcio ed ex calciatore uruguaiano con cittadinanza spagnola, di ruolo portiere.

## Biografia
Nato a Barcellona da genitori uruguaiani di origine slava, all'età di 12 anni si trasferisce in Uruguay con la sua famiglia, dove inizia la sua carriera da calciatore. Durante la sua permanenza in Uruguay è stato soprannominato Gallego, che è il modo comune per dire spagnolo in Argentina e Uruguay.
Vive attualmente a Taranto (TA), dove si è occupato della preparazione per i giovani portieri nelle scuole calcio di Carosino e Maruggio, in un primo momento.
Successivamente viene inserito nello staff dello Sparta Taranto, ricoprendo sempre lo stesso incarico.

## Caratteristiche tecniche
Portiere abile nelle prese alte ed agile nei movimenti in grado di trasmettere sicurezza al reparto arretrato. Non molto abile nei cross, caratteristica in cui comunque è migliorato nel tempo, personalmente si considera più abile tra i pali che nelle uscite.
Inizia la sua carriera come attaccante, salvo poi un giorno, a causa dell'assenza del portiere della rosa, spostarsi tra i pali (con buoni risultati), decidendo così di cambiare ruolo.

## Carriera
Muove i suoi primi passi nelle giovanili del Defensor Sporting, per poi passare al Sud América, in Segunda División Profesional de Uruguay. Passa poi prima al Danubio ed in seguito al Tanque Sisley.
Il 30 agosto 2002 si trasferisce in Italia alla Carrarese, in Serie C1. Il 31 agosto 2005 passa in comproprietà all'Arezzo. Esordisce in Serie B il 21 maggio 2006 in Arezzo-Cesena (1-0). Il 21 giugno la comproprietà viene risolta a favore dell'Arezzo.
La stagione successiva - complice la squalifica di Walter Bressan (estremo difensore titolare della rosa, trovato positivo al finasteride) - diventa il titolare tra i pali, scendendo in campo in 37 occasioni. Nel 2007, nonostante fosse stato definito il suo trasferimento al Gallipoli, il giocatore non si presenta al ritiro, firmando con l'Ascoli.
Il 22 agosto 2008 sottoscrive un contratto annuale con opzione di rinnovo per un ulteriore biennio con il Foggia, in Lega Pro Prima Divisione. Il 22 luglio 2009 passa a parametro zero al Taranto. Il 18 agosto 2010 prolunga il suo contratto fino al 30 giugno 2012.
Il 25 giugno 2012 passa a parametro zero al Grosseto, firmando un contratto biennale. Durante la stagione, a causa di alcuni problemi fisici, perde il posto da titolare a favore di Ivan Lanni. Finito fuori dai progetti tecnici della società, il 31 gennaio 2013 viene ceduto in prestito al Vicenza. Conclude la stagione con i berici retrocedendo in terza serie, rendendosi comunque autore di ottime prestazioni.
Rescisso il contratto con il Grosseto, il 20 luglio sottoscrive un contratto annuale con la Cremonese. Nel corso della stagione viene più volte bloccato dagli infortuni. L'11 maggio 2014 risulta decisivo nel preliminare giocato contro l'AlbinoLeffe per l'accesso alle semifinali play-off della Cremonese, respingendo quattro tiri dal dischetto.
Il 14 luglio 2014 torna a vestire la maglia del Vicenza, sottoscrivendo un contratto valido per una stagione. Il 26 novembre 2015 firma un contratto valido fino al termine della stagione con la Pro Sesto, in Serie D. Dopo sei mesi di inattività, il 14 gennaio 2017 viene tesserato dalla Lupa Roma, militante in Lega Pro.
Nel luglio 2017 a Coverciano si allena con altri giocatori svincolati e inizia il corso da allenatore UEFA B che consente di allenare in Serie D.
Nel 2022 è nello staff tecnico dell' Ad Sparta Taras

## Statistiche

### Presenze e reti nei club
| Stagione         | Squadra           | Campionato       | Campionato | Campionato | Coppe nazionali | Coppe nazionali | Coppe nazionali | Coppe continentali | Coppe continentali | Coppe continentali | Altre coppe | Altre coppe | Altre coppe | Totale | Totale |
| Stagione         | Squadra           | Comp             | Pres       | Reti       | Comp            | Pres            | Reti            | Comp               | Pres               | Reti               | Comp        | Pres        | Reti        | Pres   | Reti   |
| ---------------- | ----------------- | ---------------- | ---------- | ---------- | --------------- | --------------- | --------------- | ------------------ | ------------------ | ------------------ | ----------- | ----------- | ----------- | ------ | ------ |
| 1999             | Defensor Sporting | PD               | 0          | 0          | -               | -               | -               | -                  | -                  | -                  | -           | -           | -           | 0      | 0      |
| 2000             | Sud América       | SD               | 21         | -?         | -               | -               | -               | -                  | -                  | -                  | -           | -           | -           | 21     | -?     |
| 2001             | Danubio           | PD               | 0          | 0          | -               | -               | -               | -                  | -                  | -                  | -           | -           | -           | 0      | 0      |
| 2002             | El Tanque Sisley  | SD               | 0          | 0          | -               | -               | -               | -                  | -                  | -                  | -           | -           | -           | 0      | 0      |
| 2002-2003        | Carrarese         | C1               | 26+1       | -35 + -1   | CI-C            | 0               | 0               | -                  | -                  | -                  | -           | -           | -           | 27     | -36    |
| 2003-2004        | Carrarese         | C2               | 15+2       | -13 + -0   | CI-C            | 0               | 0               | -                  | -                  | -                  | -           | -           | -           | 17     | -13    |
| 2004-2005        | Carrarese         | C2               | 38         | -30        | CI-C            | 3               | -4              | -                  | -                  | -                  | -           | -           | -           | 41     | -34    |
| ago. 2005        | Carrarese         | C2               | 0          | 0          | CI-C            | 2               | 0               | -                  | -                  | -                  | -           | -           | -           | 2      | 0      |
| Totale Carrarese | Totale Carrarese  | Totale Carrarese | 79+3       | -78 + -1   |                 | 5               | -4              |                    | -                  | -                  |             | -           | -           | 87     | -83    |
| ago. 2005-2006   | Arezzo            | B                | 2          | -2         | CI              | -               | -               | -                  | -                  | -                  | -           | -           | -           | 2      | -2     |
| 2006-2007        | Arezzo            | B                | 30         | -30        | CI              | 7               | -5              | -                  | -                  | -                  | -           | -           | -           | 37     | -35    |
| Totale Arezzo    | Totale Arezzo     | Totale Arezzo    | 32         | -32        |                 | 7               | -5              |                    | -                  | -                  |             | -           | -           | 39     | -37    |
| 2007-2008        | Ascoli            | B                | 3          | -2         | CI              | 3               | -4              | -                  | -                  | -                  | -           | -           | -           | 6      | -6     |
| 2008-2009        | Foggia            | 1D               | 33+2       | -30 + -2   | CI+CI-LP        | 0+1             | 0               | -                  | -                  | -                  | -           | -           | -           | 36     | -32    |
| 2009-2010        | Taranto           | 1D               | 33         | -24        | CI+CI-LP        | 1+0             | -3              | -                  | -                  | -                  | -           | -           | -           | 34     | -27    |
| 2010-2011        | Taranto           | 1D               | 31+2       | -25 + -3   | CI+CI-LP        | 2+0             | -3              | -                  | -                  | -                  | -           | -           | -           | 35     | -31    |
| 2011-2012        | Taranto           | 1D               | 33+2       | -14 + -2   | CI+CI-LP        | 2+0             | -4              | -                  | -                  | -                  | -           | -           | -           | 37     | -20    |
| Totale Taranto   | Totale Taranto    | Totale Taranto   | 97+4       | -63 + -5   |                 | 5               | -10             |                    | -                  | -                  |             | -           | -           | 106    | -78    |
| 2012-gen. 2013   | Grosseto          | B                | 10         | -13        | CI              | 1               | -3              | -                  | -                  | -                  | -           | -           | -           | 11     | -16    |
| gen.-giu. 2013   | Vicenza           | B                | 19         | -23        | CI              | -               | -               | -                  | -                  | -                  | -           | -           | -           | 19     | -23    |
| 2013-2014        | Cremonese         | 1D               | 16+3       | -15 + -5   | CI+CI-LP        | 2+0             | -2              | -                  | -                  | -                  | -           | -           | -           | 21     | -22    |
| 2014-2015        | Vicenza           | B                | 20+2       | -23 + -3   | CI              | 1               | -2              | -                  | -                  | -                  | -           | -           | -           | 23     | -28    |
| Totale Vicenza   | Totale Vicenza    | Totale Vicenza   | 39+2       | -46 + -3   |                 | 1               | -2              |                    | -                  | -                  |             | -           | -           | 42     | -51    |
| nov. 2015-2016   | Pro Sesto         | D                | 12         | -12        | CI-D            | -               | -               | -                  | -                  | -                  | -           | -           | -           | 12     | -12    |
| gen.-giu. 2017   | Lupa Roma         | LP               | 12         | -14        | CI-LP           | -               | -               | -                  | -                  | -                  | -           | -           | -           | 12     | -14    |
| Totale carriera  | Totale carriera   | Totale carriera  | 368        | -321       |                 | 25              | -30             |                    | -                  | -                  |             | -           | -           | 393    | -351   |

## Palmarès

### Club
- Campionato uruguaiano: 1

Danubio: Apertura 2001